# Aloe roodii
Aloe roodii é uma espécie de liliopsida do gênero Aloe, pertencente à família Asphodelaceae.